# Les Combes
Les Combes és un municipi francès situat al departament del Doubs i a la regió de Borgonya - Franc Comtat. L'any 2007 tenia 692 habitants.

## Demografia

### Població
El 2017 la població de fet de Les Combes era de 737 persones. La població ha evolucionat segons el següent gràfic:
Habitants censats

### Habitatges
El 2007 hi havia 279 habitatges, 252 eren l'habitatge principal de la família, 8 eren segones residències i 18 estaven desocupats. 235 eren cases i 43 eren apartaments. Dels 252 habitatges principals, 200 estaven ocupats pels seus propietaris, 39 estaven llogats i ocupats pels llogaters i 13 estaven cedits a títol gratuït; 3 tenien una cambra, 7 en tenien dues, 19 en tenien tres, 72 en tenien quatre i 151 en tenien cinc o més. 220 habitatges disposaven pel capbaix d'una plaça de pàrquing. A 106 habitatges hi havia un automòbil i a 134 n'hi havia dos o més.

### Piràmide de població
La piràmide de població per edats i sexe el 2009 era:
| Homes | Edats   | Dones |
| ----- | ------- | ----- |
| 0     | 95 o +  | 0     |
| 0     | 90 a 94 | 0     |
| 0     | 85 a 89 | 4     |
| 0     | 80 a 84 | 0     |
| 12    | 75 a 79 | 16    |
| 16    | 70 a 74 | 8     |
| 4     | 65 a 69 | 12    |
| 0     | 60 a 64 | 8     |
| 4     | 55 a 59 | 0     |
| 32    | 50 a 54 | 20    |
| 20    | 45 a 49 | 24    |
| 32    | 40 a 44 | 16    |
| 24    | 35 a 39 | 32    |
| 24    | 30 a 34 | 20    |
| 17    | 25 a 29 | 36    |
| 20    | 20 a 24 | 4     |
| 28    | 15 a 19 | 48    |
| 24    | 10 a 14 | 28    |
| 24    | 5 a 9   | 16    |
| 20    | 0 a 4   | 16    |

## Economia
El 2007 la població en edat de treballar era de 453 persones, 370 eren actives i 83 eren inactives. De les 370 persones actives 353 estaven ocupades (198 homes i 155 dones) i 17 estaven aturades (17 dones i 17 dones). De les 83 persones inactives 33 estaven jubilades, 30 estaven estudiant i 20 estaven classificades com a «altres inactius».

### Ingressos
El 2009 a Les Combes hi havia 246 unitats fiscals que integraven 699,5 persones, la mediana anual d'ingressos fiscals per persona era de 20.481 €.

### Activitats econòmiques
Dels 22 establiments que hi havia el 2007, 1 era d'una empresa de fabricació de material elèctric, 1 d'una empresa de fabricació d'altres productes industrials, 3 d'empreses de construcció, 4 d'empreses de comerç i reparació d'automòbils, 5 d'empreses d'hostatgeria i restauració, 1 d'una empresa immobiliària i 7 d'empreses de serveis.
Dels 5 establiments de servei als particulars que hi havia el 2009, 1 era una funerària, 1 taller de reparació d'automòbils i de material agrícola, 1 lampisteria i 2 restaurants.
L'únic establiment comercial que hi havia el 2009 era una joieria.
L'any 2000 a Les Combes hi havia 23 explotacions agrícoles que ocupaven un total de 969 hectàrees.

## Equipaments sanitaris i escolars
El 2009 hi havia una escola elemental.

## Poblacions més properes
El següent diagrama mostra les poblacions més properes.